# Chromosoom 4
Chromosoom 4 is een chromosoom in het menselijk lichaam dat ongeveer 191 miljoen basenparen DNA bevat. Het staat voor 5,75 tot 6,25 procent van het totale DNA in cellen.
Op chromosoom 4 zijn anno 2008 ongeveer 50 genen bekend die de oorzaak van een ziekte kunnen vormen.

## Te herleiden aandoeningen
Aanleg voor onder meer de volgende aandoeningen is te herleiden tot een fout (een verkeerde structuur of aantal basenparen) op chromosoom 4:
- de ziekte van Huntington
- de ziekte van Landouzy-Dejerine
- leukemie (veroorzaakt doordat een losgeraakt deel van chromosoom 11 zich aan chromosoom 4 bindt)
- het syndroom van Wolf-Hirschhorn
- achondroplasie

1 ·
2 ·
3 ·
4 ·
5 ·
6 ·
7 ·
8 ·
9 ·
10 ·
11 ·
12 ·
13 ·
14 ·
15 ·
16 ·
17 ·
18 ·
19 ·
20 ·
21 ·
22 ·
X ·
Y